# Кузнецова, Софья Владимировна
Софья Владимировна Кузнецова (род. 31 октября 1999, Москва) — российская волейболистка, нападающая-доигровщица. Мастер спорта России.

## Биография
Софья Кузнецова начала заниматься волейболом в московской СДЮШОР № 61 (ныне — «Фортуна»). Первый тренер — В. Н. Мерзляков. В профессиональном волейболе дебютировала в 2015 году выступлением за команду «Луч» (Москва), за которую играла на протяжении трёх сезонов — сначала в высшей лиге «Б», а затем (с 2017) в высшей лиге «А» чемпионата России. В 2018—2020 выступала за «Ленинградку» в суперлиге российского национального первенства.
В 2020—2021 — игрок команды «Динамо» (Москва).
В 2019 году дебютировала в сборной России, приняв в её составе участие в Лиге наций. Провела на этом турнире 4 матча и набрала 13 очков. 

### Клубная карьера
- 2015—2018 —  «Луч» (Москва);
- 2018—2020 —  «Ленинградка» (Санкт-Петербург);
- 2020—2021 —  «Динамо» (Москва);
- 2021—2023 —  «Боска Сан-Бернардо» (Кунео);
- с 2023 —  «Дентил/Прая Клубе» (Уберландия).

## Достижения
- серебряный призёр чемпионата России 2021.
- серебряный призёр розыгрыша Кубка России 2020.
- серебряный (2024) и бронзовый (2025) призёр чемпионатов Бразилии.
- победитель розыгрыша Кубка Бразилии 2024.
- бронзовый призёр Всероссийской Спартакиады 2022 в составе федеральной территории «Сириус».
- чемпионка Южной Америки среди клубных команд 2025.